# Joseph Holt
Pour les articles homonymes, voir Holt.
Joseph Holt (6 janvier 1807 - 1er août 1894) est un juriste et homme d'État américain, membre influent de l'administration de James Buchanan. Lors de la Guerre de Sécession et jusqu'en 1875, il fut Judge Advocate General of the United States Army et participa en tant que tel au procès des conjurés responsables de l'assassinat d'Abraham Lincoln en 1865.